# Corticaria obscura
Corticaria obscura is een keversoort uit de familie schimmelkevers (Latridiidae). De wetenschappelijke naam van de soort werd in 1863 gepubliceerd door Charles Nicolas François Brisout de Barneville.